# Monodontomerus primaevus
Monodontomerus primaevus är en stekelart som beskrevs av Charles Thomas Brues 1923. Monodontomerus primaevus ingår i släktet Monodontomerus och familjen gallglanssteklar. Inga underarter finns listade i Catalogue of Life.